# Altingia cambodiana
Altingia cambodiana ist eine kleine immergrüne Laubbaumart aus der Familie der Altingiaceae innerhalb der Ordnung der Steinbrechartigen (Saxifragales). Sie kommt endemisch in Kambodscha vor. 

## Beschreibung

### Vegetative Merkmale
Der Baum erreicht eine Höhe von 8 bis 10 m und einen Stammdurchmesser von bis zu ca. 30 cm. Die Zweige sind kahl, besitzen eine dunkle Rinde und sind mit vorspringenden Lentizellen besetzt. Die schraubig angeordneten Laubblätter besitzen einen dicken, 1–2 cm langen, oberseits rinnigen, zottig behaarten Blattstiel. Die einfache und ungeteilte, fiedernervige Blattspreite ist eiförmig bis elliptisch und hat eine Länge von 8 bis 10 cm und eine Breite von 4 bis 5 cm. Sie besitzt einen abgerundeten bis fast herzförmigen Grund und ist vorne abgerundet oder kurz zugespitzt. Die Spreite ist ledrig und oberseits glänzend. Die 7–8 Paare von Seitennerven zweigen ungefähr in einem Winkel von 60 Grad von der Mittelrippe ab. Sie springen unterseits sehr deutlich vor und sind gegen den Rand zu gekrümmt und verästelt. Der Spreitenrand ist ganzrandig oder undeutlich gekerbt und umgerollt.

### Generative Merkmale
Über den Bau der Blütenstände und Blüten ist nichts bekannt.
Die kugeligen, holzigen, 7–8 cm lang gestielten Fruchtstände sind 1–2 cm breit. Die einzelnen Früchte sind zweifächerige, am Grund verholzte, schwach behaarte Kapselfrüchte, die von den vergrößerten und verhärteten Diskuslappen umgeben sind und sich mit zwei zweiteiligen Klappen öffnen. Die Griffel sind an der Frucht nicht mehr vorhanden. In jedem Fruchtfach sind etwa sechs braune, kantige, ungeflügelte, ungefähr 1 mm lange Samen enthalten. Diese sind an der Scheidewand angeheftet. Es ist nur wenig Endosperm vorhanden.

## Verbreitung und Lebensraum
Altingia cambodiana kommt nur in den Elefantenbergen im Süden Kambodschas vor. Die Art wächst auf feuchtem Boden am Rand von Wasserfällen.

## Taxonomie und Systematik
Die Art wurde 1924 durch den französischen Botaniker Henri Lecomte auf Basis einer Aufsammlung des Pflanzensammlers Eugène Poilane beschrieben. Die Erstbeschreibung ist in einer Arbeit veröffentlicht, die Pflanzenarten aus den Berglagen von Tonkin im Norden Vietnams behandelt. Neuerdings wird die Art als Liquidambar cambodiana (Lecomte) Ickert-Bond & J.Wen zu Liquidambar gestellt.

## Etymologie
Das Artepitheton cambodiana bezieht sich auf das Vorkommen dieser Art in Kambodscha. Die Gattung Altingia ist zu Ehren von Willem Arnold Alting (1724–1800) benannt, dem Generalgouverneur von Niederländisch-Indien zur Zeit, als der Erstbeschreiber Francisco Noroña Java besuchte.

## Nutzung
Das Holz wird zur Herstellung von Werkzeuggriffen verwendet.

## Anmerkung
1. ↑  In der Erstbeschreibung (Lecomte 1924) ist für die Samen eine Länge von 1 mm angegeben, in der Flore du Cambodge, du Laos et du Vietnam fehlt diese Information. Da funktionsfähige Samen bei den übrigen Arten der Gattung mit einer Länge von 4,4 bis 10,5 mm deutlich größer sind (vgl. Ickert-Bond S. M., Pigg K. B., Wen J. 2007: Comparative infructescence morphology in Altingia (Altingiaceae) and discordance between morphological and molecular phylogenies. American Journal of Botany 94: 1094–1115. – doi:10.3732/ajb.94.7.1094), beziehen sich die Angaben in der Erstbeschreibung möglicherweise auf sterile Samen. Diese sind bei den Altingia-Arten in der Regel in größerer Anzahl vorhanden.